# Лумбарда
42°55′ пн. ш. 17°10′ сх. д. / 42.92° пн. ш. 17.17° сх. д.
Лумбарда (хорв. Lumbarda) – громада в Дубровницько-Неретванській жупанії Хорватії.

## Населення
Населення громади за даними перепису 2011 року становило 1 213 осіб.
Динаміка чисельності населення громади: